# Pål Øie
Pål Øie (født 15. november 1961) er en norsk filminstruktør og manuskriptforfatter, der fik sit gennembrud med spillefilmdebuten Villmark i 2003. Han har tidligere lavet en række kortfilm. Øies værker kendetegnes af et stærkt visuelt filmsprog, som ofte indeholder dramatiske situationer med en dæmpet uro. Han er blevet nomineret til 3 Amanda-priser for hans film Villmark, Vakuum og Familien Bergs erfaringer.

## Filmografi

### Spillefilm
- Villmark, 2003
- Skjult, 2009

### Kortfilm
- Brønnen, 1997
- Steppdans, 2000
- Stopp, 2001
- Siste hus, 2002
- Vakuum, 2005
- Familien Bergs erfaringer, 2008